# Antônio José Domingues
Antônio José Domingues (Lisboa, 23 de julho de 1791  — Pelotas, 5 de setembro de 1860) foi um poeta luso-brasileiro.
Conforme a tese A lírica de imigrantes portugueses no Brasil meridional: (1832 - 1922), defendida por Artur Emilio Alarcon Vaz, Antônio José Domingues fez os estudos primários e secundários em sua cidade natal. Emigrou para o Brasil em 1808, passando pela Bahia, Rio de Janeiro (onde cursou Farmácia e atuou por alguns anos) e posteriormente no Rio Grande do Sul (Santo Antônio da Patrulha, cerca de 1812-1822; Pelotas, 1823-1844 e 1844-1860 e Rio Grande, 1842-1844). Na região sul do estado, destacou-se como poeta, latinista e professor público e como defensor da monarquia.
Conforme Mário Osório Magalhães (1993, p. 264), Antônio José Domingues declamou alguns “elogios poéticos” em 7 de abril de 1832 (na instalação da vila de Pelotas), mas só fez imprimir “seus versos a partir de 1852”. Foi, junto com Carlos von Koseritz, um dos primeiros a publicar em Pelotas durante a década de 1850, colaborando n’O Pelotense, o primeiro jornal dessa cidade.
Além das obras poéticas, foi encontrado de sua autoria o livro Discurso recitado em 6 de março de 1856, publicado pela Tipografia Berlink, em Rio Grande, em 1856 (atualmente encontrado somente na Biblioteca Rio-Grandense). Há um poema manuscrito seu no Arquivo Histórico do Rio Grande do Sul.
Ainda conforme a tese citada, o jornal O Rio-Grandense de 30 de janeiro de 1856 cita o pianista Sebastião José Domingues como filho do “ancião Antônio José Domingues”. Sua morte em Pelotas, em 5 de setembro de 1860, foi confirmada em exemplares do jornal O Brado do Sul microfilmados na Biblioteca Nacional, desfazendo as dúvidas de diversos autores sobre sua morte. A obra de Inocêncio (1867, p. 199) não faz referência à sua morte, mas Blake (1883, v. 1, p. 213) faz referência ao ano de 1865 como o da morte do poeta, sendo copiado por Guilhermino César (1971, p. 165), Ari Martins (1978, p. 187), Mário Osório Magalhães (1993, p. 265) e Afrânio Coutinho (2001, p. 609).
O jornal O Brado do Sul de 11 de setembro de 1860 é publicado no “dia em que terá lugar a missa de sétimo dia” e no dia 16 é reproduzido um discurso feito nessa missa. A data correta era indicada somente pelo Almanaque do Rio Grande do Sul de 1904 (p. 115), que reproduz o discurso pronunciado por Antônio de Vasconcelos Vieira Diniz na missa de trigésimo dia e publicado originalmente no jornal Diário do Rio Grande de 11 de outubro de 1860.
Inocêncio Silva menciona que Antônio José Domingues teria sido ‘colaborador do Liberal, folha política, que por algum tempo se publicou na referida província’ (1867, p. 199). Tal jornal foi publicado no ano de 1863 em Rio Grande, sendo portanto impossível a participação do poeta. Fica aberta a possibilidade de ser outro jornal gaúcho, como O Liberal Rio-Grandense (1835-1836), o que é improvável.

## Obras
.
Poesia

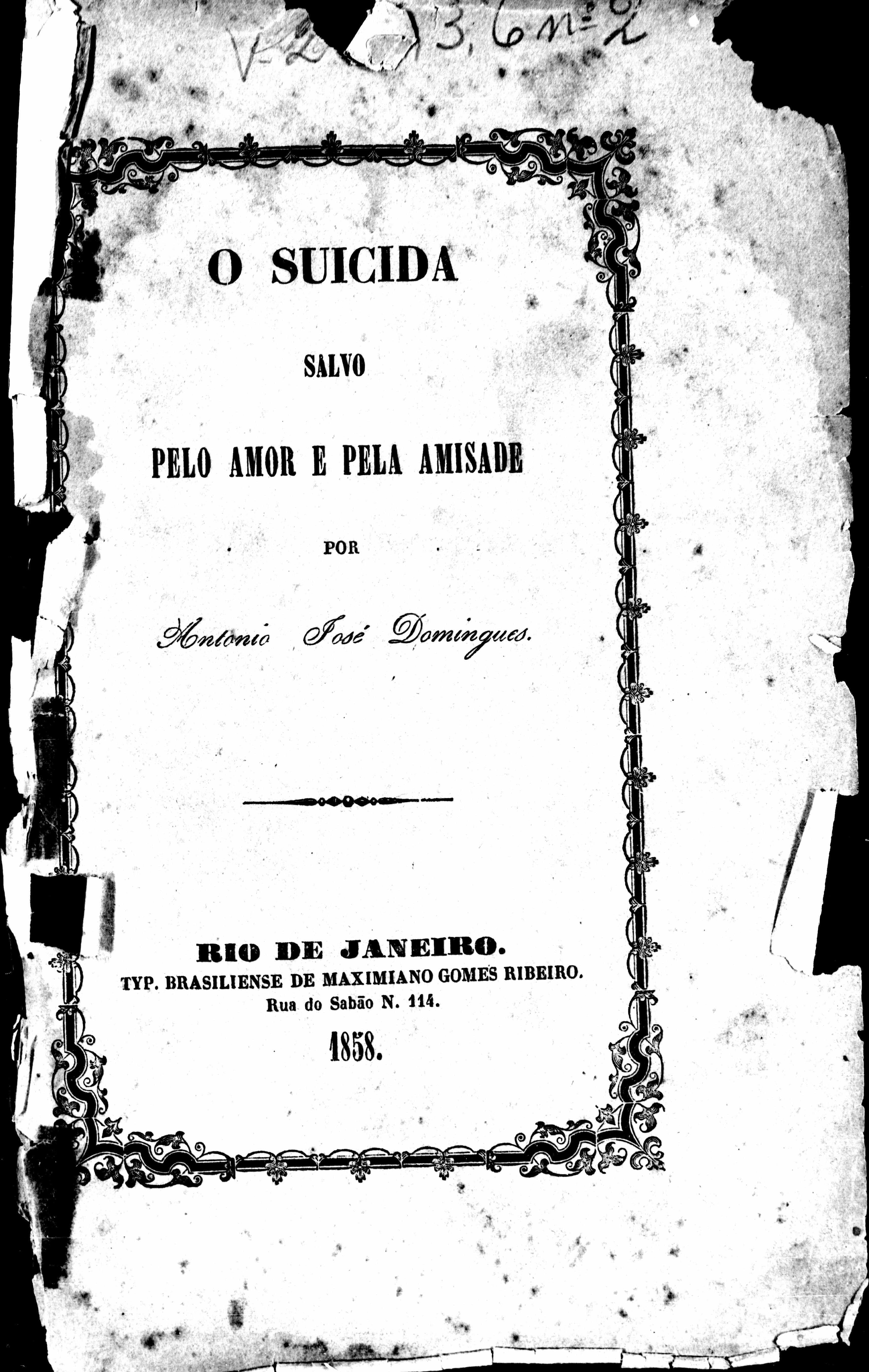
Capa do livro O suicida salvo pelo amor (1858), de Antônio José Domingues. Exemplar da Biblioteca Nacional

- Ao hospital de caridade no dia de sua instalação no Rio Grande, em 24 de junho de 1832, sem publicação impressa até 1852;
- Coleção das poesias ao muito alto d. Pedro II, publicado na Tipografia de Candido Augusto de Mello, em 1852;
- O suicida salvo pelo amor e pela amizade, publicado na Tipografia Brasiliense de Maximiliano Gomes Ribeiro, no Rio de Janeiro, em 1858;
- Epicédio, publicado na antologia Mausoléu levantado à memória da excelsa rainha de Portugal, D. Estefânia, organizada por Bernardino Xavier Pinto de Souza em 1860;

Prosa
- Discurso recitado em 6 de março de 1856, publicado pela Tipografia Berlink, em Rio Grande, em 1856.